# Hans Heyer
Johann Josef „Hans“ Heyer (* 16. März 1943 in Mönchengladbach) ist ein ehemaliger deutscher Automobilrennfahrer und heutiger Unternehmer.

## Herkunft
Während seiner Schulzeit war Heyer in einem Internat in Adenau und besuchte häufig Autorennen auf dem Nürburgring, wo er sein Interesse am Motorsport entdeckte. Da er das mit einem großen Fuhrpark ausgestattete Asphalt- und Beton-Mischwerk seines Vaters, Matthias Heyer, übernehmen sollte, machte er bei Daimler-Benz eine Lehre als Kfz-Mechaniker und wurde dann Mitarbeiter des elterlichen Betriebes.

## Motorsport

### Tourenwagen

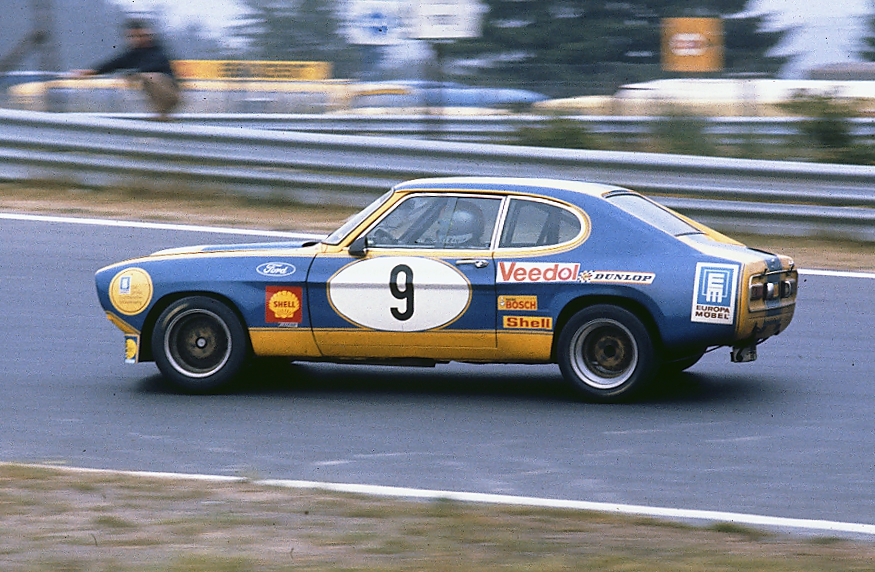
Hans Heyer 1973 im Ford Capri

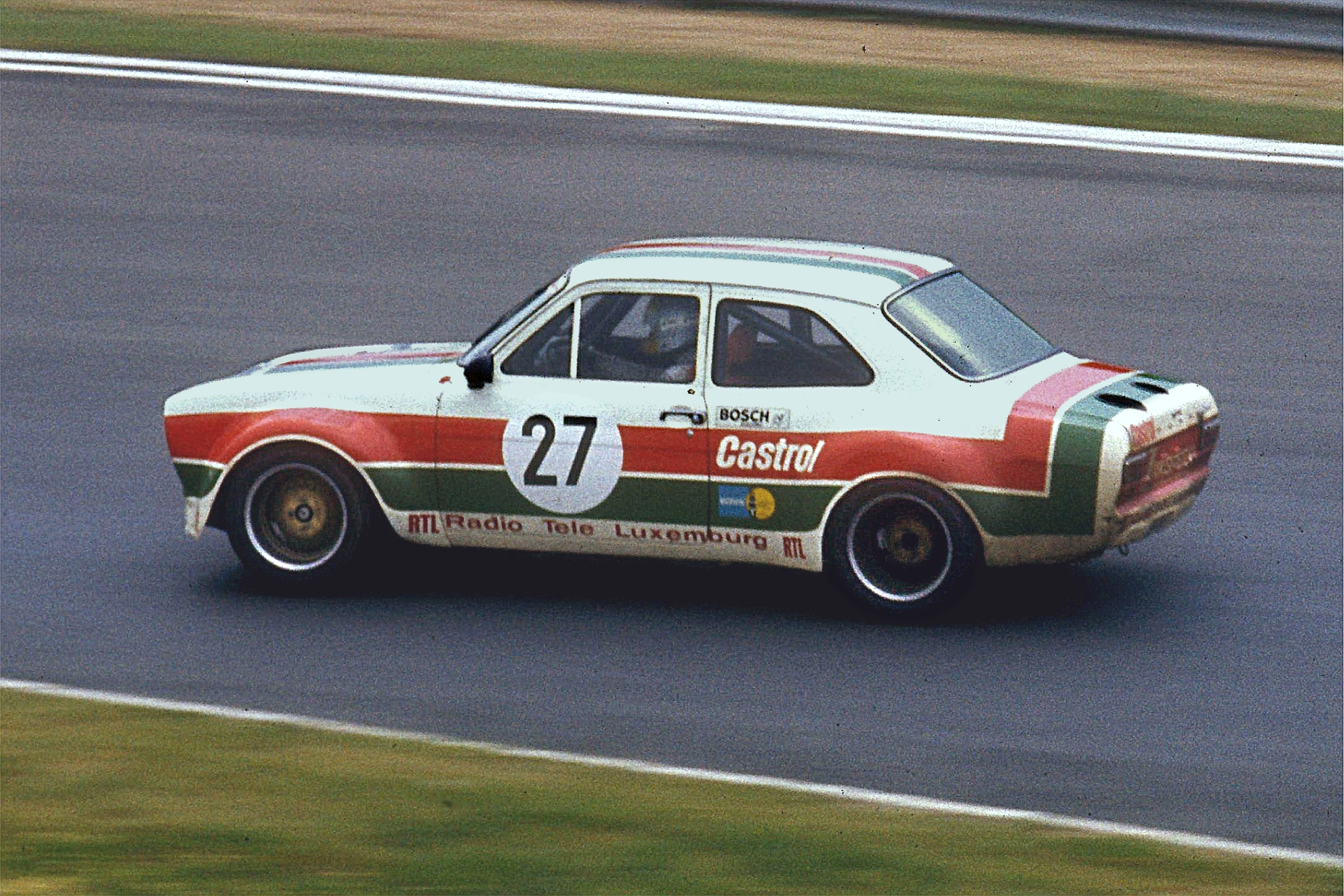
Hans Heyer 1974 im Ford Escort

1959, im Alter von 16 Jahren, baute Heyer sein erstes Kart, mit dem er Rennen in den Niederlanden bestritt, weil man in Deutschland damals erst ab 18 Jahren an Rennen teilnehmen durfte. Nachdem er 1962 in der Klasse bis 100 cm³ Hubraum und 1963 in der Klasse bis 125 cm³ Niederländischer Meister geworden war, fuhr er ab 1964 mit einem nationalen Ausweis Kartrennen in Deutschland. 1965, nach einigen erfolgreich beendeten Lizenz-Rennen, wurde er in die Deutsche Formel-K(arting)-Nationalmannschaft aufgenommen. Heyer absolvierte 1967 seine ersten Einsätze bei Läufen zur Europa- und Weltmeisterschaft, 1968 gewann er bereits die Deutsche Meisterschaft und die Europameisterschaft der Formel K. 1969 konnte er diesen Doppelerfolg wiederholen und bestritt obendrein seine ersten Autorennen auf einem BMW des Teams Koepchen. Nachdem er 1970 mit einem Hattrick zum dritten Mal den deutschen und europäischen Formel-K-Meistertitel errungen hatte, verlieh ihm der Bundespräsident das Silberne Lorbeerblatt. 1971 sicherte sich Heyer zum vierten Mal in Folge den Formel-K-Doppelerfolg. Im selben Jahr konnte der Wegberger weitere Erfahrungen bei Autorennen sammeln. Auf Fahrzeugen der Marke BMW war er für die Teams von Koepchen und Schnitzer Motorsport im Einsatz, für AMG steuerte er einen Mercedes-Benz 300 SEL (Spitzname „Rote Sau“), mit dem er beim 24-Stunden-Rennen in Spa 1971 zusammen mit Clemens Schickentanz zum Klassensieg und auf Rang zwei im Gesamtklassement fuhr.
Bei der Deutschen Rennsport-Meisterschaft errang Heyer gleich dreimal den Titel: 1975 und 1976 für das Team Zakspeed auf Ford Escort und 1980 für GS-Tuning auf einem Lancia Beta Montecarlo Turbo.

### Sportwagen und Formel 1
Zwischen 1972 und 1986 nahm Heyer zwölfmal am 24-Stunden-Rennen von Le Mans teil, fiel aber jedes Mal aus. Beim Großen Preis von Deutschland 1977 startete er zum ersten und einzigen Mal in einem Formel-1-Rennen. Mit seinem ATS-Penske hatte er sich zwar nicht qualifizieren können, nahm aber dennoch am Rennen teil. Er sprang als dritte Reserve ein, nachdem alle anderen Fahrer seines Teams ausgefallen waren. Dies galt aber nicht als offizieller Start. Mit einem Defekt am Schaltgestänge schied er allerdings bereits nach neun Runden aus.
Dadurch erreichte Heyer in diesem einzigen Rennen kurioserweise ein DNQ, DNS, DNF und DSQ: Er qualifizierte sich nicht, er startete nicht offiziell, er beendete das Rennen nicht und er wurde disqualifiziert. Bisher ist er der einzige Fahrer, dem dies widerfahren ist.
1984 sicherte er sich die Gesamtwertung des 12-Stunden-Rennens von Sebring
1997 fuhr Heyer nach eigenen Angaben sein insgesamt 999. und vorläufig letztes Rennen. 2004 hörte jedoch Volkswagen-Motorsportdirektor Kris Nissen davon und ließ den eingeladenen Heyer beim Norisring-Lauf zum VW-Polo-Cup seinen 1000. Renneinsatz bestreiten.

## Sonstiges
Heyer war als geschäftsführender Gesellschafter in Unternehmensgruppen im Straßen- und Betonbau tätig. Seit vielen Jahren wohnt er innerhalb des Grenzlandrings in Wegberg am linken Niederrhein. Sein Sohn Kenneth Heyer ist ebenfalls Rennfahrer.

## Statistik

### Le-Mans-Ergebnisse
| Jahr | Team                         | Fahrzeug               | Teamkollege         | Teamkollege           | Teamkollege   | Platzierung | Ausfallgrund         |
| ---- | ---------------------------- | ---------------------- | ------------------- | --------------------- | ------------- | ----------- | -------------------- |
| 1972 | Team Schnitzer Motul         | BMW 2800 CS            | René Herzog         |                       |               | Ausfall     | kein Öldruck         |
| 1973 | Ford Motorenwerke            | Ford Capri RS          | Dieter Glemser      | John Fitzpatrick      |               | Ausfall     | Kurbelwelle          |
| 1974 | Samson Kremer Team           | Porsche Carrera RSR    | Paul Keller         | Erwin Kremer          |               | Ausfall     | Motorschaden         |
| 1976 | Porsche Kremer Racing        | Porsche 935            | Juan Carlos Bolaños | Eduardo Lopez Negrete | Billy Sprowls | Ausfall     | Wagenbrand           |
| 1977 | Gelo Racing Team             | Porsche 935            | Toine Hezemans      | Tim Schenken          |               | Ausfall     | Benzinpumpe          |
| 1979 | Gelo Sportwear International | Porsche 935            | Manfred Schurti     |                       |               | Ausfall     | Motorschaden         |
| 1980 | Scuderia Lancia Corse        | Lancia Beta Montecarlo | Bernard Darniche    | Teo Fabi              |               | Ausfall     | Motorschaden         |
| 1981 | Martini Racing               | Lancia Beta Montecarlo | Piercarlo Ghinzani  | Riccardo Patrese      |               | Ausfall     | Zylinderkopfdichtung |
| 1982 | Martini Racing               | Lancia LC1             | Piercarlo Ghinzani  | Riccardo Patrese      |               | Ausfall     | Motorschaden         |
| 1983 | Martini Racing               | Lancia LC2             | Piercarlo Ghinzani  | Michele Alboreto      |               | Ausfall     | kein Benzindruck     |
| 1984 | Martini Racing               | Lancia LC2             | Paolo Barilla       | Mauro Baldi           |               | Ausfall     | Kurbelwelle          |
| 1986 | Silk Cut Jaguar              | Jaguar XJR-6           | Hurley Haywood      | Brian Redman          |               | Ausfall     | kein Benzindruck     |

### Sebring-Ergebnisse
| Jahr | Team                   | Fahrzeug     | Teamkollege      | Teamkollege         | Platzierung | Ausfallgrund |
| ---- | ---------------------- | ------------ | ---------------- | ------------------- | ----------- | ------------ |
| 1984 | de Narváez Enterprises | Porsche 935J | Stefan Johansson | Mauricio de Narváez | Gesamtsieg  |              |

### Einzelergebnisse in der Sportwagen-Weltmeisterschaft
| Saison | Team                                                | Rennwagen                            | 1   | 2   | 3   | 4   | 5   | 6   | 7   | 8   | 9   | 10  | 11  | 12  | 13  | 14  | 15  | 16  | 17  |
| ------ | --------------------------------------------------- | ------------------------------------ | --- | --- | --- | --- | --- | --- | --- | --- | --- | --- | --- | --- | --- | --- | --- | --- | --- |
| 1971   | Rheydter Club                                       | LBS 3                                | BUA | DAY | SEB | BRH | MON | SPA | TAR | NÜR | LEM | ZEL | WAT |     |     |     |     |     |     |
| 1971   | Rheydter Club                                       | LBS 3                                |     |     |     |     | DNF |     |     |     |     |     |     |     |     |     |     |     |     |
| 1972   | Werner Christmann Koepchen BMW Schnitzer Motorsport | Porsche 911 BMW 2002 BMW 2800        | BUA | DAY | SEB | BRH | MON | SPA | TAR | NÜR | LEM | ZEL | WAT |     |     |     |     |     |     |
| 1972   | Werner Christmann Koepchen BMW Schnitzer Motorsport | Porsche 911 BMW 2002 BMW 2800        |     |     |     |     |     | 10  |     | DNF | DNF |     |     |     |     |     |     |     |     |
| 1973   | Ford Deutschland                                    | Ford Capri                           | DAY | VAL | DIJ | MON | SPA | TAR | NÜR | LEM | ZEL | WAT |     |     |     |     |     |     |     |
| 1973   | Ford Deutschland                                    | Ford Capri                           |     |     |     |     | DNF |     |     |     |     |     |     |     |     |     |     |     |     |
| 1974   | Kremer Racing                                       | Porsche Carrera RSR                  | MON | SPA | NÜR | IMO | LEM | ZEL | WAT | LEC | BRH | KYA |     |     |     |     |     |     |     |
| 1974   | Kremer Racing                                       | Porsche Carrera RSR                  | 11  | 6   |     | 5   | DNF | 10  |     | 10  | 15  |     |     |     |     |     |     |     |     |
| 1975   | Juan Carlos Bolanos Kremer Racing                   | Porsche 911 Carrera RSR              | DAY | MUG | DIJ | MON | SPA | PER | NÜR | ZEL | WAT |     |     |     |     |     |     |     |     |
| 1975   | Juan Carlos Bolanos Kremer Racing                   | Porsche 911 Carrera RSR              | DNF |     |     | DNF |     |     | 8   |     |     |     |     |     |     |     |     |     |     |
| 1976   | Kremer Racing                                       | Porsche 935                          | MUG | VAL | NÜR | MON | SIL | IMO | NÜR | ZEL | PER | WAT | MOS | DIJ | DIJ | SAL |     |     |     |
| 1976   | Kremer Racing                                       | Porsche 935                          | 2   | DNF |     |     | 2   |     | DNF |     |     |     |     | 2   |     |     |     |     |     |
| 1977   | Jörg Obermoser Zakspeed Gelo Racing                 | TOJ SC302 Ford Escort Porsche 935    | DAY | MUG | DIJ | MON | SIL | NÜR | VAL | PER | WAT | EST | LEC | MOS | IMO | SAL | BRH | HOK | VAL |
| 1977   | Jörg Obermoser Zakspeed Gelo Racing                 | TOJ SC302 Ford Escort Porsche 935    |     |     | DNF |     |     | DNF |     |     |     |     |     |     |     |     |     | 11  |     |
| 1978   | Gelo Racing                                         | Porsche 935                          | DAY | SEB | MUG | TAL | DIJ | SIL | NÜR | LEM | MIS | DAY | WAT | VAL | ROD |     |     |     |     |
| 1978   | Gelo Racing                                         | Porsche 935                          |     |     | 1   |     | 2   | 16  | 1   |     | DNF |     |     | 2   |     |     |     |     |     |
| 1979   | Gelo Racing Zakspeed                                | Porsche 935 Ford Capri               | DAY | SEB | MUG | TAL | DIJ | RIV | SIL | NÜR | LEM | PER | DAY | WAT | SPA | BRH | ROA | VAL | ELS |
| 1979   | Gelo Racing Zakspeed                                | Porsche 935 Ford Capri               |     |     |     |     |     |     | 1   | DNF | DNF |     |     |     |     |     |     |     |     |
| 1980   | Lancia                                              | Lancia Beta Montecarlo               | DAY | BRH | SEB | MUG | MON | RIV | SIL | NÜR | LEM | DAY | WAT | SPA | MOS | ROA | VAL | DIJ |     |
| 1980   | Lancia                                              | Lancia Beta Montecarlo               |     |     |     |     |     |     |     | 4   | DNF |     | 1   |     | 4   |     |     |     |     |
| 1981   | Lancia GS-Tuning                                    | Lancia Beta Montecarlo BMW M1        | DAY | SEB | MUG | MON | RIV | SIL | NÜR | LEM | PER | DAY | WAT | SPA | MOS | ROA | BRH |     |     |
| 1981   | Lancia GS-Tuning                                    | Lancia Beta Montecarlo BMW M1        | 18  |     |     |     |     | DNF | 4   | DNF |     |     |     |     |     |     | DNF |     |     |
| 1982   | GS-Tuning Sauber Motorsport Lancia Joest Racing     | Sauber SHS C6 Lancia LC1 Porsche 936 | MON | SIL | NÜR | LEM | SPA | MUG | FUJ | BRH |     |     |     |     |     |     |     |     |     |
| 1982   | GS-Tuning Sauber Motorsport Lancia Joest Racing     | Sauber SHS C6 Lancia LC1 Porsche 936 | DNF | DNF | DNF | DNF | 9   | 3   |     |     |     |     |     |     |     |     |     |     |     |
| 1983   | Joest Racing Lancia                                 | Porsche 956 Lancia LC2               | MON | SIL | NÜR | LEM | SPA | FUJ | KYA |     |     |     |     |     |     |     |     |     |     |
| 1983   | Joest Racing Lancia                                 | Porsche 956 Lancia LC2               | 3   |     | 4   | DNF | DNF | 5   | DNF |     |     |     |     |     |     |     |     |     |     |
| 1984   | Lancia Joest Racing                                 | Lancia LC2 Porsche 956               | MON | SIL | LEM | NÜR | BRH | MOS | SPA | IMO | FUJ | KYA | SAN |     |     |     |     |     |     |
| 1984   | Lancia Joest Racing                                 | Lancia LC2 Porsche 956               |     |     | DNF |     |     |     | DNF | 3   |     |     |     |     |     |     |     |     |     |
| 1985   | Joest Racing Jaguar                                 | Porsche 956 Jaguar XJR-6             | MUG | MON | SIL | LEM | HOK | MOS | SPA | BRH | FUJ | SEL |     |     |     |     |     |     |     |
| 1985   | Joest Racing Jaguar                                 | Porsche 956 Jaguar XJR-6             |     | 9   |     |     |     |     | DNF | DNF | DNF |     |     |     |     |     |     |     |     |
| 1986   | Jaguar                                              | Jaguar XJR-6                         | MON | SIL | LEM | NÜN | BRH | JER | NÜR | SPA | FUJ |     |     |     |     |     |     |     |     |
| 1986   | Jaguar                                              | Jaguar XJR-6                         |     |     | DNF |     |     |     | DNF |     |     |     |     |     |     |     |     |     |     |